# Croton megalodendron
Espèce
Croton megalodendron est une espèce de plantes à fleurs du genre Croton et de la famille Euphorbiaceae présente au Venezuela.
Il a pour synonyme :
- Croton xanthochloros, Croizat